# 新奧西諾韋
49°37′19″N 37°42′30″E / 49.62194°N 37.70833°E
新奧西諾韋（烏克蘭語：Новоосинове）是位於烏克蘭東部的村莊，由哈爾科夫州庫皮揚斯克區的庫里利夫卡市鎮負責管轄。該村始建於1916年，面積2.22平方公里，海拔高度101米，2001年人口1,957，人口密度每平方公里881.5人。